# Lealtad (1861)
La Lealtad fue una fragata de hélice de la Armada Española, cabeza de su clase, con casco de madera y propulsión mixta a vapor y velas.

## Historial
Fue puesta en grada en 1860 en los Reales Astilleros de Esteiro de Ferrol. En 1861 fue destinada a la Escuadra de las Antillas, con la cual participó ese mismo año en la expedición contra México junto con fuerzas del Reino Unido y Francia entre 1861-1862, como parte de la escuadra que mandaba el general Joaquín Gutiérrez de Rubalcaba, comandante general del Apostadero de La Habana.
Regresó a la península en agosto de 1864 cuando quedaron al descubierto las intenciones francesas de elevar a Maximiliano I de Habsburgo como emperador de México, se le ordenó retornar a Cuba, donde permaneció hasta 1868 en que regresó a España, tomando parte en la Revolución de 1868.
En 1869 vuelve a ser destinada a La Habana, donde permaneció hasta 1882. En 1883 trasladó los restos del almirante Casto Méndez Núñez desde en Moaña, hasta San Fernando, donde fue enterrado en el Panteón de Marinos Ilustres. Fue desarmada en 1885 y dada de baja en 1893. Desde entonces y hasta su desguace, que tuvo lugar en 1897, sirvió como asilo de veteranos.